# Manuscrit du roi

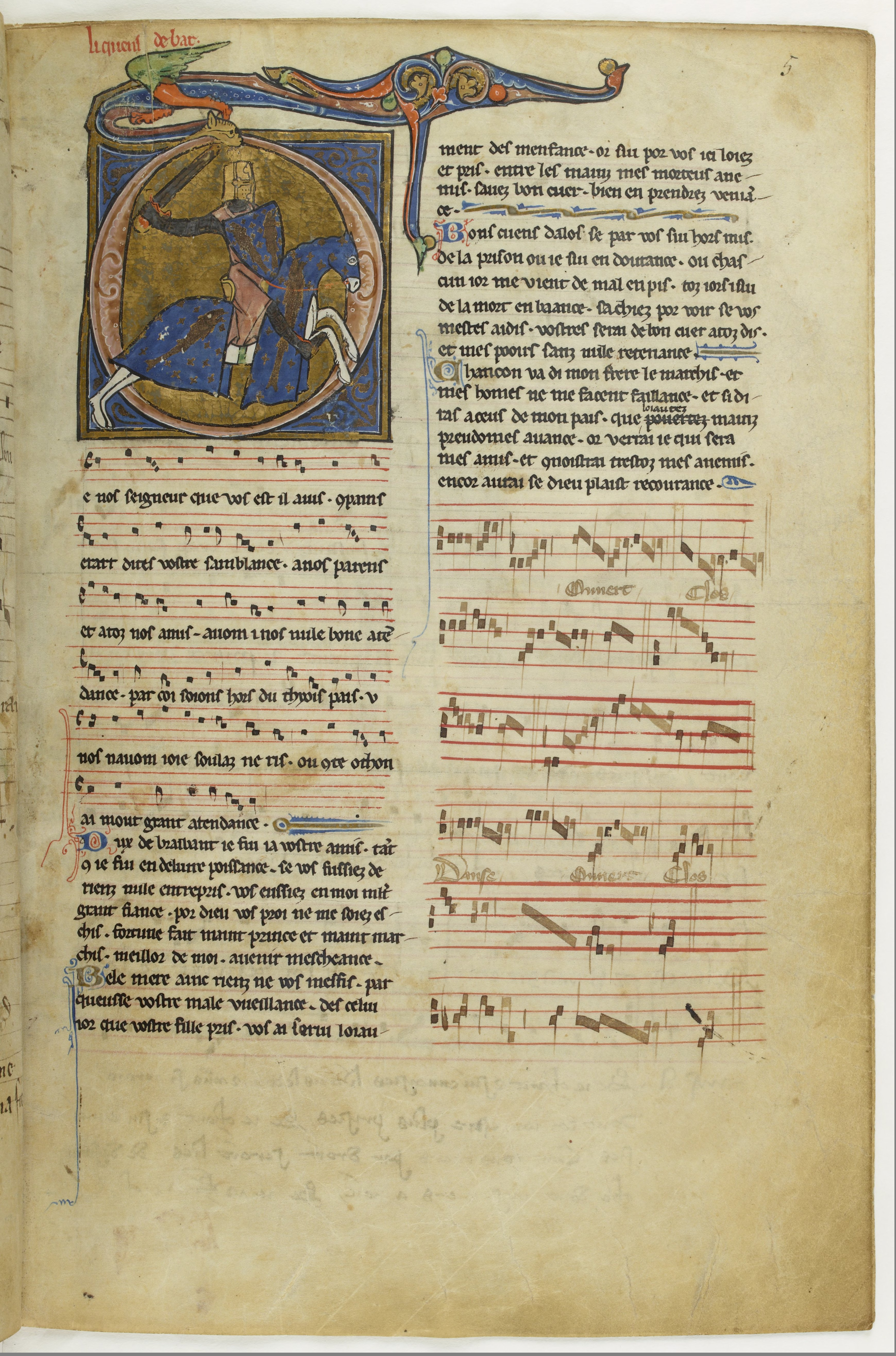
Una pagina del Chansonnier du Roi

Il Manuscrit du Roi o Chansonnier du Roi (in italiano Manoscritto del Re o Canzoniere del re) è un celebre canzoniere redatto verso la metà del XIII secolo. È il manoscritto 844 della Biblioteca nazionale di Francia.

## Il manoscritto e le sue origini
Il manoscritto contiene più di 600 canti, composti in maggior parte tra la fine del XII e l'inizio del XIII secolo. Alcuni sono stati scritti da trovatori e  trovieri celebri, come Guiot de Dijon o Richard de Fournival, ma altri sono anonimi. 
Si attribuisce la realizzazione di questo canzoniere al Carlo d'Angiò. Oggi, lo stato di conservazione della raccolta è pessimo. Alcuni testi sono andati addirittura persi ma, nonostante tutto, rappresenta ancora una delle principali testimonianze dell'arte musicale medievale.